# Re-Engineering
Re-Engineering, auch Reengineering genannt, ist das ingenieurmäßige Neugestalten bestehender Systeme und Strukturen oder das Ersetzen eines alten Systems durch ein neues. Es umfasst alle Methoden und Aktivitäten zur Anpassung an geänderte Umfeldbedingungen.

## Geschichte
Der Begriff “Reengineering” wurde 1990 von Michael Hammer in seinem Artikel Reengineering Work: Don’t Automate, Obliterate verwendet. Dieser Beitrag erschien unter der Rubrik Change Management.

“It is time to stop paving the cow paths. Instead of embedding outdated processes in silicon and software, we should obliterate them and start over. We should ‘reengineer’ our businesses: use the power of modern information technology to radically redesign our business processes in order to achieve dramatic improvements in their performance.”

Fast zeitgleich erschien ein Beitrag von Thomas H. Davenport und James E. Short mit dem Titel Industrial Engineering: Information Technology and Business Process Redesign.

“As we enter the 1990s, however, two newer tools are transforming organizations to the degree that Taylorism once did. These are information technology–the capabilities offered by computers, software applications, and telecommunications–and business process redesign–the analysis and design of work flows and processes within and between organizations. Working together, these tools have the potential to create a new type of industrial engineering, changing the way the discipline is practiced and the skills necessary to practice it.”

Kurze Zeit später veröffentlichten Michael Hammer und James Champy ihr Buch Reengineering the Corporation, das zum Standardwerk wurde. Darin bezeichnen sie Business Reengineering „als fundamentales Überdenken und radikales Redesign von Unternehmen oder wesentlichen Unternehmensprozessen. Das Resultat sind Verbesserungen um Grössenordnungen in entscheidenden, heute wichtigen und messbaren Leistungsgrössen in den Bereichen Kosten, Qualität, Service und Zeit“. Sie gliedern Business Reengineering in sechs Phasen:
1. Voruntersuchung der Ziele, des Geschäftsmodells und der Prozesse der Leistungserstellung
2. Analyse der Geschäftsprozesse anhand qualitativer und quantitativer Messkriterien
3. Neues Prozessmodell mit sämtlichen Kernprozessen und Hilfsprozessen
4. Umsetzungsplan
5. Kontinuierlicher Verbesserungsprozess
6. Erneutes Reengineering

In den 1980er Jahren machte die japanische Wirtschaft durch besonders leistungsfähige Arbeitsprozesse auf sich aufmerksam. In dieser Zeit war die US-amerikanische Automobilindustrie in einer Krise. Das Konzept des Re-Engineering sollte dabei helfen, die US-Wirtschaft in kurzer Zeit international wieder wettbewerbsfähig zu machen. Auch deutsche Unternehmen erkannten in den 1990er Jahren, dass sie völlig neu organisiert werden müssen, um international konkurrenzfähig zu sein. Das Reengineering gewann im Zuge der Leistungssteigerung der Informations- und Kommunikationstechnologie an Bedeutung als Software viele bis dahin manuell ausgeführte Routinetätigkeiten automatisierte.

## Methodik
Re-Engineering ist prozessorientiert, es modelliert Systeme und Strukturen, beispielsweise die eines Unternehmens. Der Einsatz komplexer Unternehmensplanungs-Software kann eine Neuordnung der Geschäftsprozesse nach sich ziehen. Dieser Neugestaltung geht eine Identifikation und inhaltliche Analyse der Prozesse voraus. Außerdem muss geplant werden, auf welche Weise diese Prozesse – zum Beispiel durch den Einsatz mobiler Technologien – unterstützt werden können. Möglicherweise entfallen im Zuge der Modellierung Teilaktivitäten oder es kommen neue hinzu. Zu den Methoden der organisatorischen Umgestaltung von Unternehmen zählen die Reorganisation, die Organisationsentwicklung, die Lernende Organisation und das Business Reengineering. Re-Engineering bewirkt eine Integration von Aufgaben.

## Business-Re-Engineering
Es gibt eine Vielzahl von Managementkonzepten zur Restrukturierung von Unternehmen. Dazu zählen Just in Time, Computer-integrated manufacturing, Total-Quality-Management, Prozessmanagement, Lean Management, Time Based Management, Segmentierung beziehungsweise Fraktalisierung und Business Reengineering. Das Reengineering befasst sich mit grundlegenden Architekturänderungen von Systemen und Strukturen, es hat eine Tendenz zu radikalen Veränderungen. Dieses Konzept kennt zwei Ausprägungen. Das Fitness-Management klärt, was restrukturiert werden muss, das Change-Management befasst sich damit, wie die Restrukturierung erfolgen muss. Während das Management von Geschäftsprozessen auf evolutionäre Weise geschieht, bedeutet Re-Engineering die radikale und kurzfristige Neugestaltung strategisch relevanter und bereichsübergreifender Kernprozesse, wie Produktentwicklung, Unternehmensplanung und Logistik. Re-Engineering bringt in kurzer Zeit ein hohes Maß an Veränderung, es ist revolutionär, strebt die Neugestaltung von Prozessen an und ist mit hohen Kosten und hohen Risiken verbunden.
In einem Fallbeispiel aus der Automobilindustrie hat das Re-Engineering der Produktentwicklung drei Dimensionen:
1. Aus funktionalen Abteilungen werden multifunktionale Entwicklungsteams
2. Die Wiederverwendung bereits existierender Teile wird drastisch erhöht
3. Virtualisierung des Produktentwicklungsprozesses durch den Einsatz softwarebasierter Systeme

Durch Maßnahmen des Re-Engineering kann die Unternehmensleistung kurzfristig sinken, bevor sie langfristig diesen negativen Effekt überkompensiert. Dies ist als das “worse-before-better-Syndrom” bekannt. Dieses Syndrom kann dazu verleiten, Maßnahmen abzubrechen, bevor sie ihre volle positive Wirkung entfalten.
Business-Reengineering hat viele Veränderungen im Management von Organisationen stimuliert. Dadurch entstanden neue Managementkonzepte, wie die Querschnittsorganisation, das Management von Zulieferketten und die aktive Gestaltung von Kundenbeziehungen durch Customer Care. Außerdem wurden neue Instrumentarien entwickelt, wie Management-Informationssysteme, ERP-Systeme, Systeme für das Wissensmanagement, Groupware und kooperative Systeme.

### Kritik
Kritiker des Re-Engineering wenden ein, dass Projekte für das Re-Engineering von Unternehmen die gesteckten Ziele oft nicht erreichen. Es wurde beobachtet, dass die Resultate des Re-Engineering zulasten der Kundenzufriedenheit gehen. Außerdem würden sie zu massiven Entlassungen von Arbeitnehmern führen. Unternehmen, die sich nach der Methode des Re-Engineering neu strukturieren, erreichen mit weniger Arbeitnehmern dieselbe Betriebsleistung. Trotzdem galt Mitte der 1990er Jahre die Hälfte aller Reengineering-Projekte als gescheitert.
Trotz der großen Aufmerksamkeit, mit der das Konzept verfolgt wird, kann es die Erwartungen nicht erfüllen. Die Gründe dafür sind nach Meinung der Kritiker:
- Das Konzept nennt keine überzeugenden Argumente für die Annahme, dass die Ineffizienz der Prozesse Ursache für die mangelnde Leistungsfähigkeit von Unternehmen ist.
- Meist werden die ganzheitlichen Prozesse am sogenannten grünen Tisch entwickelt, ohne die bereits vorhandenen Abläufe und Verfahren zu berücksichtigen (wobei genau das die gedankliche Prämisse ist, die von Michael Hammer und James Champy gefordert wird).

## Software-Re-Engineering
Unter dem Oberbegriff Software-Pflege werden Wartung, Refactoring und Re-Engineering voneinander unterschieden. Bei dieser Sichtweise bezeichnet Re-Engineering Änderungen an einer Software, die deren Wartungsqualitäten verbessert: „Wartungsqualitäten sind Eigenschaften der Software, die direkt keinen Einfluss auf die Qualität aus Sicht eines Anwenders haben, sondern nur die Entwickler und Wartungsingenieure betreffen“. Wartungsprojekte umfassen die Modifikation einer bereits bestehenden Funktionalität, die Erweiterung des Funktionsumfangs, die Fehlersuche und die Portierung. Beim Re-Engineering wird ein System analysiert, um Komponenten zu identifizieren und um das System in einer anderen Form oder auf einer höheren Abstraktionsebene zu repräsentieren.
In der Anfangszeit des Software-Reengineering ist praxisorientierten Wissenschaftlern vorgehalten worden, sie würden die Theorie ignorieren, sich jedoch auch der empirischen Validierung entziehen. Als Beispiel wurde angeführt, dass viele Reengineering-Verfahren Heuristiken einsetzen, um Strukturinformationen aus alter Software zu rekonstruieren. Diese Heuristiken enthielten jedoch stets freie Parameter, die an echter Altsoftware geeicht werden müssten. Dies sei aber nur über empirische Studien möglich.

## Re-Engineering in der Technik
Das Re-Engineering von Anlagen, Maschinen, Baugruppen oder Automations-Lösungen hat das Ziel, die Funktionalität mit moderneren Mitteln herzustellen oder zu erweitern. Sie unterscheidet sich vom Reverse Engineering dadurch, dass bei jenem die Fertigungsunterlagen in der Regel vorliegen oder auch dadurch, dass kein geheimes Kopieren erfolgt. Vielmehr geht es um eine Art der Modernisierung durch zumindest teilweise Neukonstruktion. Vom Redesigning unterscheidet sich das Re-Engineering dadurch, dass nicht ausschließlich ästhetische Merkmale verändert werden. Die Abgrenzung ist jedoch nicht scharf.